# Тюльдюков, Владимир Алексеевич
Владимир Алексеевич Тюльдюков (21.10.1938 — 10.11.2001) — учёный в области кормопроизводства, член-корреспондент ВАСХНИЛ (1991).

## Биография
Родился в с. Бещеул Большереченского района Омской области. Окончил Московскую сельскохозяйственную академию им. К. А. Тимирязева (1964).
В 1964—1968 гг. агроном, председатель колхоза «Новая жизнь» Орловской области.
С 1970 г. в МСХА: научный сотрудник, ассистент, старший преподаватель, доцент, профессор кафедры луговодства, одновременно проректор (1975—1992), заведующий кафедрой луговодства (1988—2001).
Специалист в области лугового кормопроизводства.
Доктор с.-х. наук (1982), профессор (1982), член-корреспондент ВАСХНИЛ (1991) и РАСХН (1991).
Автор (соавтор) около 150 научных трудов, из них 8 монографий и учебников.
Награждён орденом Трудового Красного Знамени (1986), медалью ВДНХ (1976).
Умер 10 ноября 2001 года. Похоронен на Красногорском кладбище.

## Семья
Отец - Тюльдюков Алексей Иванович (1920-2018)
Мать - Дубина Вера Корнеевна (1916-2000)
Жена - Тюльдюкова (Макеева) Ольга Афанасьевна (1939-2021)
Сын - Тюльдюков Владимир Владимирович (1962-)
Сын - Тюльдюков Павел Владимирович (1981-)

## Публикации
- Полевые кормовые культуры: учеб. пособие / соавт. С. С. Михалев. — М., 1985. — 86 с.
- Практикум по луговому кормопроизводству: учеб. пособие для студентов высш. с.-х. учеб. заведений по спец. «Агрономия». — М.: Агропромиздат, 1986. — 255 с.
- Теория и практика луговодства. — 2-е изд. — М.: Росагропромиздат, 1988. — 222 с.
- Кормопроизводство с основами земледелия: учеб. для учащихся с.-х. техникумов / соавт.: Н. Г. Андреев и др. — 2-е изд. — М.: Агропромиздат, 1991. — 559 с.
- Орошаемые культурные пастбища / соавт.: Н. Г. Андреев и др. — М.: Агропромиздат, 1992. — 272 с.
- Предотвращение критических ситуаций в агроэкосистемах / соавт.: И. В. Кобозев, Н. В. Парахин. — М.: Изд-во МСХА, 1995. — 264 с.